# Дикхузен-Фарштедт
Дикхузен-Фарштедт (нем. Diekhusen-Fahrstedt) — община в Германии, в земле Шлезвиг-Гольштейн. 
Входит в состав района Дитмаршен. Подчиняется управлению КЛьГ Марне-Ланд.  Население составляет 755 человек (на 31 декабря 2010 года). Занимает площадь 7,46 км².
Коммуна подразделяется на 5 сельских округов.